# Frank Van Passel
 (mars 2025).
Frank Van Passel, né le 23 juin 1964, est un réalisateur belge flamand.

## Œuvre
En 1995, son film Manneken Pis est remarqué au Festival de Cannes.
En 1997, il réalise la série télévisée Terug naar Oosterdonk.
En 2002 sort Villa des roses avec l'actrice française Julie Delpy, une adaptation académique d'un classique de la littérature flamande de Willem Elsschot.
Il est aussi producteur, entre autres, de la série télévisée Koning van de wereld (2006) et des longs métrages De Laatste Zomer et Love Belongs to Everyone.

## Biographie
Frank Van Passel est membre du Conseil d'administration de la Cinémathèque royale de Belgique et donc du Musée du cinéma de Bruxelles.